# Eustrotia catoxantha
Eustrotia catoxantha là một loài bướm đêm trong họ Noctuidae.